# Орейан (Верхние Пиренеи)
Орейа́н (фр. Aureilhan, окс. Aurelhan) — коммуна во Франции, находится в регионе Юг — Пиренеи. Департамент — Верхние Пиренеи. Административный центр кантона Орейан. Округ коммуны — Тарб.
Код INSEE коммуны — 65047.

## География
Коммуна расположена приблизительно в 650 км к югу от Парижа, в 120 км западнее Тулузы, в 3 км к северо-востоку от Тарба.
По территории коммуны протекает река Адур.

## Климат
Климат умеренно-океанический с солнечной тёплой погодой и обильными осадками на протяжении практически всего года.

## Население
Население коммуны на 2010 год составляло 7911 человек.
| 1962 | 1968 | 1975 | 1982 | 1990 | 1999 | 2010 |
| ---- | ---- | ---- | ---- | ---- | ---- | ---- |
| 5835 | 6782 | 7895 | 7590 | 7454 | 7453 | 7911 |

## Администрация
| Период | Период | Фамилия     | Партия                  | Примечания               |
| ------ | ------ | ----------- | ----------------------- | ------------------------ |
| 2001   | 2008   | Пьер Дюссер | Социалистическая партия | член генерального совета |
| 2008   | 2020   | Янник Бубе  | Социалистическая партия |                          |

## Экономика
В 2010 году среди 4716 человек трудоспособного возраста (15-64 лет) 3321 были экономически активными, 1395 — неактивными (показатель активности — 70,4 %, в 1999 году было 68,7 %). Из 3321 активных жителей работали 2898 человек (1459 мужчин и 1439 женщин), безработных было 423 (194 мужчины и 229 женщин). Среди 1395 неактивных 420 человек были учениками или студентами, 561 — пенсионерами, 414 были неактивными по другим причинам.

## Достопримечательности
- Церковь Св. Гварина
- Вилла Усто (1910 год). Исторический памятник с 1994 года[4]
- Бывшая керамическая фабрика (XIX век). Исторический памятник с 1994 года[5]

## Города-побратимы
- Альфаро (Испания, с 1981)

## Фотогалерея

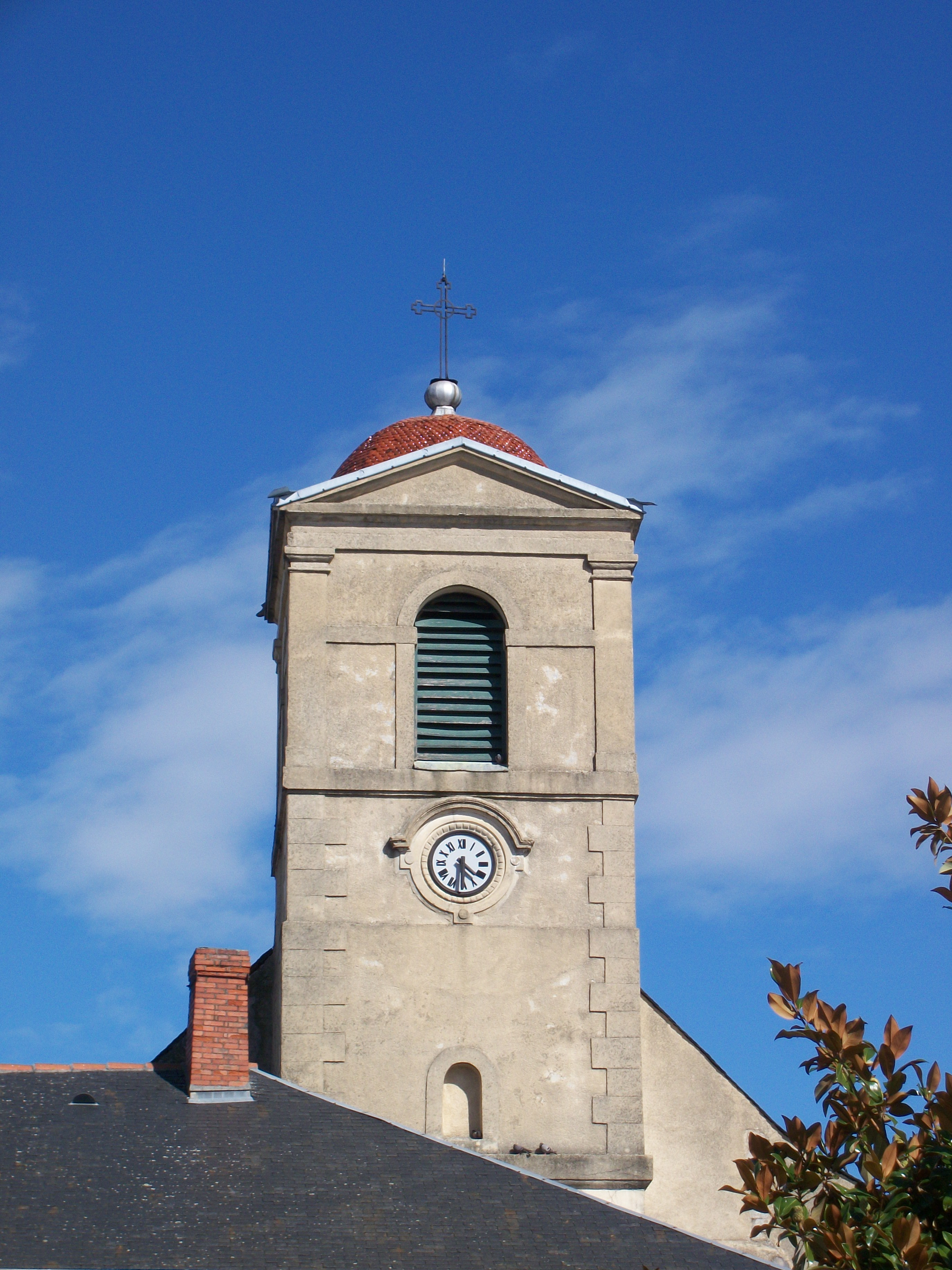
Колокольня церкви Св. Гварина
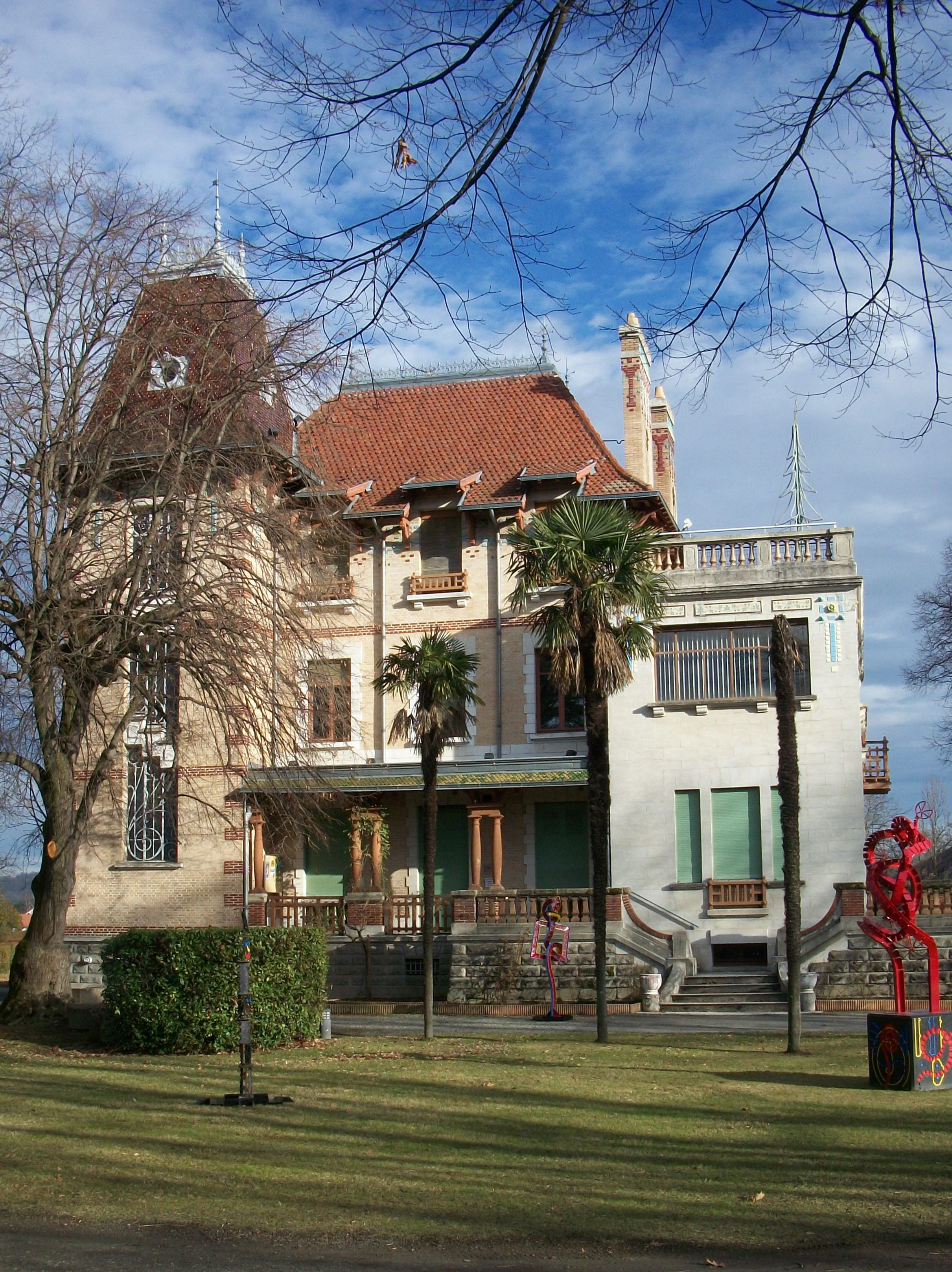
Вилла Усто
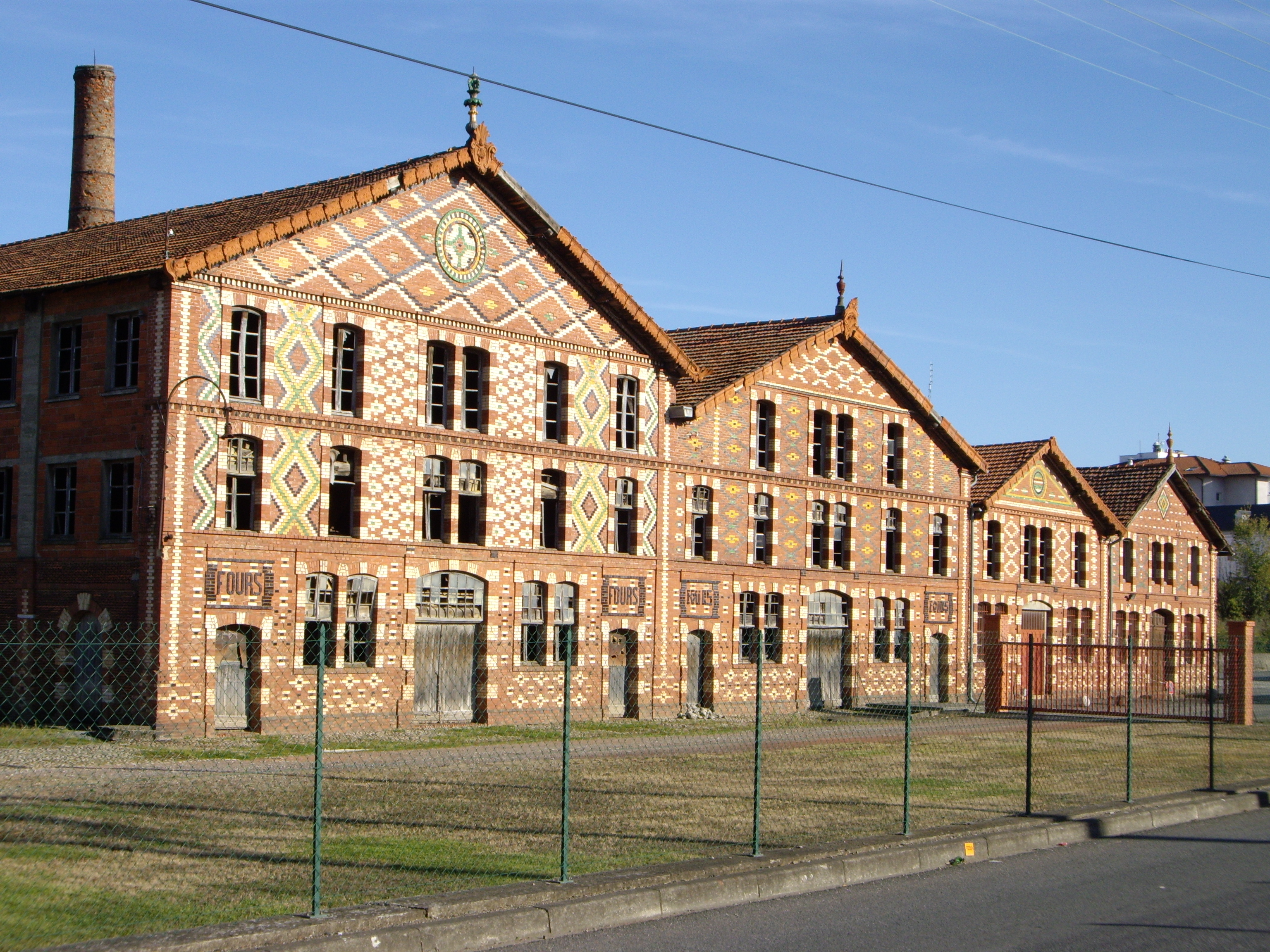
Керамическая фабрика
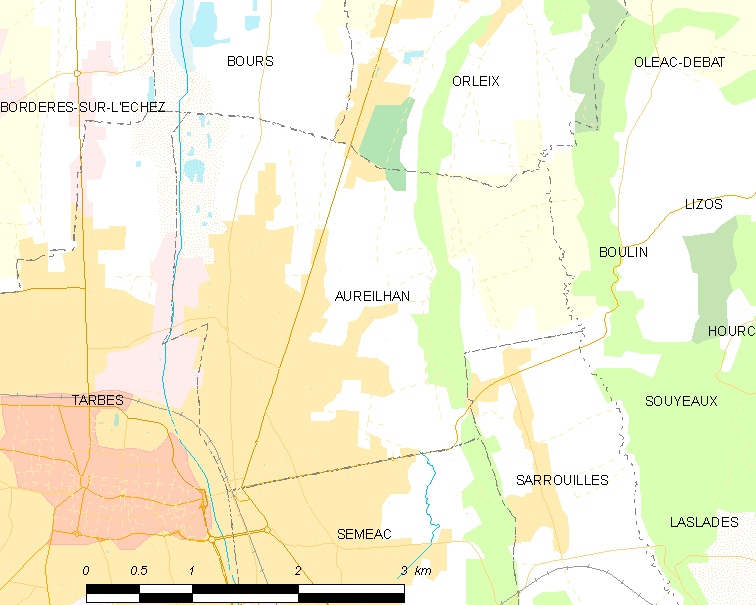
Карта коммуны